# Laurent Alleman
Pour les articles homonymes, voir Alleman.
Laurent Alleman (parfois sous la forme Allemand), mort en 1518, est un prince-évêque de Grenoble du XVe siècle, sous le nom de Laurent Ier, ayant accédé deux fois au siège épiscopal (1477, 1484-1518). Il est issu de la famille Alleman de Laval.

## Biographie

### Origines
Laurent Alleman (Laurentius Allamandi) appartient à une branche de la famille Alleman, l'une des plus puissantes du Grésivaudan, qui possédait de nombreux biens et droits aux environs de Grenoble,.
Il est le fils de Henri II Alleman de Laval, chevalier, coseigneur de Laval-Saint-Étienne, et de Jeanne, dite de Beaumont. Il a pour oncle paternel, Siboud Alleman (Siboudi nepos), à qui il succède sur le siège de Grenoble,. Il a neuf frères et sœurs, dont Hélène qui épouse Aimon/Aymon de Terrail, seigneur de Bayard, parents du Chevalier Bayard, et Odette qui épouse noble Claude Vallier, parents de Gaspard de Vallier, Grand Maréchal de l'Ordre de Saint Jean de Jérusalem.
Il a pour neveu Laurent II Alleman, qui lui succède sur le trône de Grenoble,.

### Carrière ecclésiastique
Laurent Alleman ne semble pas avoir fait d'études universitaires puisqu'« aucune mention de titre universitaire n'accompagne les renseignements relatifs à ses origines nobles et à sa qualité de chanoine de Grenoble » (Paravy, 1993).
En 1467, il est chanoine de Notre-Dame de Grenoble. Il obtient en une prébende et une maison lors de la mort de Rodolphe de Bardonnèche, en 1470. Il est titulaire de l'église d'Oz-en-Oisans ainsi que du prieuré de La Garde, où son parent, Guigues Allemand, lui succède en 1475. Il possède aussi le titre d'archiprêtre d'Outre-Drac (Viennois), en 1473,.

### Première élection sur le siège de Grenoble et transfert à Orange
Laurent Alleman est nommé évêque titulaire de Grenoble (Laurentio Alamandi, electo Gracionopolitano), le 19 janvier 1476, succédant à son oncle, Siboud Alleman,,. Cependant, ce choix n'a pas la préférence du roi de France, Louis XI, ce dernier souhaite prendre sa revanche sur son échec de n'avoir placer un proche vingt-sept ans plus tôt et avec l'accord du pape Sixte IV, il impose Jost von Silenen, dans un premier temps comme coadjuteur sous l'épiscopat de son oncle, puis sur le siège.
Laurent Alleman est transféré, pour ne pas dire exilé, sur le siège d'Orange en 1477. Il résigne en 1484. Cependant les auteurs de l'ouvrage Orange (Évêques, prévots) (1916) indiquent qu'il refuse l'évêché. Il obtient également en compensation la commende sur l'abbaye Saint-Sernin de Toulouse, de la part du pape,.
Il revient sur le siège de Grenoble le 8 mars 1484,, à la suite de la mort du roi. Comme tous les évêques et princes de Grenoble depuis 1343, il est également Seigneur d'Herbeys et possède ainsi sa résidence d'été à Herbeys. Il résigna sa charge en 1518 et se retira dans sa résidence du Château d'Herbeys.

### Second épiscopat de Grenoble
Durant son épiscopat, l'hôpital des pestiférés est ouvert dans la boucle de l'île verte, à Grenoble, en 1493 et il bénira à proximité le cimetière des pestiférés en 1497.
Les visites pastorales de Laurent Ier sont, après celles d'Aimon Ier de Chissé, les plus complètes que le Moyen Âge ait léguées. On retrouve près de 300 procès-verbaux de visite entre la période 1488 et 1495 (la première datant du 6 mai 1488), conservées aux Archives départementales de l'Isère, puis 129 procès verbaux de visites réalisées en 1506 et 1508.
Comme tous les évêques du XVe siècle, par leur souci de la faiblesse du nombre de clercs, Mgr Alleman ne cessa de témoigner aux Ordres Mendiants en les emmenant dans ses visites pastorales et permettant aux frères de prêcher; on retrouve par exemple la présence et les sermons du frère Benoît Frigidi de l'Ordre des Frères Mineurs (Franciscain) dans les visites de 1488 à 1495, ou ceux du Dominicain Jean Guillermain dans ses visites de 1506 à 1508. La présence de ces frères est attestée dès 1340 dans le diocèse de Grenoble dans les visites de Chissé.
Il s'attache les services d'un inspirateur épiscopal exceptionnel en la personne de François Du Puy (ou François Dupuis - Francesco de Puteo), official et vicaire général, installé à Grenoble à partir de 1487. François Du Puy joue un rôle clé par ses réflexions, ses traités, et l'élaboration de la doctrine pastorale de l'évêque. Celui-ci rédige l'important traité de la visite pastorale, ainsi que les statuts synodaux de 1495 qui remplacent ceux promulgués par Aymon Ier de Chissé en 1415. Il apparait comme l'inspirateur de Laurent Ier Alleman durant toute la première partie de son épiscopat. Il rédige le grand pouillé de 1497 et réorganise l'inventaire des archives de l'évêché.
À la fin du XVe siècle, il est l'un des premiers évêques français à fonder un couvent de Minimes de Saint François de Paule. Il installe ce couvent sur l'une de ses possessions, à La Plaine, à Gières.
Il s'associe ainsi au courant réformateur multiple qui parcourait les ordres mendiants. Il est vraisemblablement à l'origine de la réouverture de la cause du bienheureux : il adresse au pape le 1er juin 1516 une lettre témoignant des mérites de François de Paule et du miracle qui guérit par l'intercession du Saint la reine Claude qui séjournait près de Grenoble fin avril 1507.

### Mort et succession
Laurent Alleman meurt en 1518, après avoir occupé trente-quatre ans le siège de Grenoble,. Il est inhumé dans la chapelle familiale située au couvent des minimes de Saint-Martin-d'Hères près de Grenoble.
Laurent Alleman a préparé sa succession en résignant au profit de son neveu, Laurent II Alleman,,,. Ce dernier sera le dernier des Alleman à occuper le siège de Grenoble, soit près d'un siècle d'occupation du trône grenoblois.